# プシュチナ郡
プシュチナ郡（プシュチナぐん、ポーランド語:powiat pszczyński、英語:Pszczyna County）は、南ポーランドのシロンスク県にある地方自治体。1998年の地方行政区画再編の結果、1999年1月1日に誕生した。郡都で最大の町はプシュチナでありカトヴィツェの南30kmに位置する。プシュチナ郡にはプシュチナの他に町は存在しない。
郡は473.46km2の面積がある。2006年の統計で、郡全体の人口が104,638人である。

## 近隣の郡
北部はミコウフ郡とティヒ、ビェルニ＝レンジニ郡、東部はオシフィエンチム郡、南部はビェルスコ・ビャワ郡、南西部はチェシン郡、西部はタルノフスキェ・グルィ郡、ジョルィ市に接している。

## 下位自治体
郡は6つの下位自治体（グミナ）に分割される。（1つの田園都市、5つの田舎）なお、人口順に並べてある。
| 名称                     | 種類     | 面積（km2） | 人口（2006年） | 中心地             |
| ------------------------ | -------- | ----------- | -------------- | ------------------ |
| プシュチナ               | 田園都市 | 174.0       | 49,887         | プシュチナ         |
| Gmina Pawłowice          | 田舎     | 75.8        | 17,667         | Pawłowice          |
| Gmina Miedźna            | 田舎     | 49.9        | 15,461         | Miedźna            |
| Gmina Suszec             | 田舎     | 75.6        | 10,761         | Suszec             |
| Gmina Goczałkowice-Zdrój | 田舎     | 48.6        | 6,263          | Goczałkowice-Zdrój |
| Gmina Kobiór             | 田舎     | 49.5        | 4,599          | Kobiór             |